# (310071) 2010 KR59
(310071) 2010 KR59, também escrito como (310071) 2010 KR59, é um corpo celeste que está localizado no cinturão de Kuiper, uma região do Sistema Solar. Ele é classificado pelo Minor Planet Center como um centauro. O mesmo possui uma magnitude absoluta (H) de 7,7 e, tem um diâmetro estimado com cerca de 110 km, por isso é pouco provável que possa ser classificado como um planeta anão, devido ao seu tamanho relativamente pequeno.

## Descoberta
(310071) 2010 KR59 foi descoberto no dia 18 de maio de 2010 às 07:45 UTC através do telescópio espacial WISE.

## Órbita
A órbita de (310071) 2010 KR59 tem uma excentricidade de 0.570 e possui um semieixo maior de 30.175 UA. O seu periélio leva o mesmo a uma distância de 12.990 UA em relação ao Sol e seu afélio a 47.360.